# 류전
류전(柳琠, 1531년 ~ 1589년)는 조선의 문신이다. 자는 극후(克厚), 호는 우복(愚伏), 봉군호는 시령부원군(始寧府院君), 시호는 문정(文貞), 본관은 문화(文化)이다.

## 생애
명종 때 문과에 급제하여 교리, 지평, 장령, 헌납, 정언, 감찰, 집의, 수찬, 사성 등을 거쳐 동부승지, 우부승지, 좌부승지, 부승지, 우승지, 도승지를 지내고 대사간, 대사헌, 예조참판, 병조참판, 부제학을 거쳐 대제학으로 병조판서, 예조판서, 형조판서를 거쳐 한성부판윤을 지내고 우의정, 좌의정에 이어 영의정에 임명되었다.

## 가족 관계
- 증조부 : 유사의(柳思義)
  - 할아버지 : 유연(柳演)
    - 아버지 : 유예선(柳禮善)
    - 어머니 : 양세보(楊世輔)의 딸
      - 누이:이민성의 처
        - 조카:이덕형(한음)

      - 부인 : 김업(金嶪)의 딸
        - 장남 : 유희서(柳熙緖)-임해군(광해군의 형)의해 억울한 죽음
          - 손자: 유일

        - 자부 : 홍인경(洪仁慶)의 딸
        - 사위 : 경주인 김성진(金聲振)
          - 외손자 : 김원중(金元重)김원립(金元立)

        - 사위 : 덕수인 이통(李通)
          - 외손자 : 이경증(李景曾)